# Фудбалска репрезентација Еритреје
Фудбалска репрезентација Еритреје (тигр. ጋንታ ኩዕሶ እግሪ አርትራ) национални је фудбалски тим који на међународној фудбалској сцени представља афричку државу Еритреју. Делује под ингеренцијом Фудбалског савеза Еритреје који је основан 1996, а пуноправни је члана ФИФА и КАФ од 1998. године.
Репрезентација је позната под надимком Момци са Црвеног мора (тигр. ኣግማል ቀይሕ ባሕሪ), националне боје су црвена, плава и зелена, а своје домаће утакмице тим игра на Стадиону Сисеро у Асмари капацитета око 6.000 места. ФИФА кôд земље је ERI. Најбољи пласман на ФИФа ранг листи репрезентација Еритреје остварила је у августу 2007. када је заузимала 121. место, док је најлошији пласман имала током априла 2018. када је заузимала 207. место.
Репрезентација Еритреје спада у ред најслабијих светских фудбалских тимова и током историје никада се није пласирала на неко велико такмичење, укључујући светска првенства и Афрички куп нација.

## Историјат
Фудбалски савез Еритреје, као најважнија фудбалска институција у земљи, основан је током 1996, четири године након што је Еритреја прогласила независност од Етиопије. Прву званичну утакмицу репрезентација је одиграла годину дана пре стицања независности, 26. јуна 1992, у суданској престоници Картуму против домаће селекције Судана (сусрет је окончан нерешеним резултатом 1:1).
У квалификацијама за континентално првенство дебитовали су 4. октобра 2008. у Мапуту против селекције Мозамбика (поражени резултатом 1:3), а поменуте квалификације за Афрички куп нација 2000. су окончали на другом месту у групи са 4 освојена бода, пласиравши се у плеј-оф. У доигравању у конкуренцији са Сенегалом и Зимбабвеом, Еритреја је заузела последње место и није успела да се пласира на завршни турнир. Две године касније дебитовали су и у квалификацијама за Светско првенство 2002, али су већ у првом колу убедљиво поражени од Нигерије резултатом 0:4.
У наредном периоду Еритреја постаје познатија по бројним пребезима својих фудбалера бего по фудбалским успесима. Ситуације у којима су бројни фудбалери након гостујућих утакмица једноставно бежали из кампа репрезентације и тражили азил у другим земљама, постале су готово свакодневна појава. Последњи такав случај десио се након прве утакмице квалификација за Светско првенство 2018, када су 10 првотимаца након утакмице у Боцвани напустили тим и затражили азил у тој земљи.

## Резултати на светским првенствима
| ФИФА светско првенство | ФИФА светско првенство | ФИФА светско првенство | ФИФА светско првенство | ФИФА светско првенство | ФИФА светско првенство | ФИФА светско првенство | ФИФА светско првенство | ФИФА светско првенство |                  | Квалификације за светска првенства | Квалификације за светска првенства | Квалификације за светска првенства | Квалификације за светска првенства | Квалификације за светска првенства | Квалификације за светска првенства |               |
| Година                 | Коло                   | Пласман                | Ут                     | П                      | Н                      | И                      | Гол+                   | Гол-                   | Ут               | П                                  | Н                                  | И                                  | Гол+                               | Гол-                               |                                    |               |
| ---------------------- | ---------------------- | ---------------------- | ---------------------- | ---------------------- | ---------------------- | ---------------------- | ---------------------- | ---------------------- | ---------------- | ---------------------------------- | ---------------------------------- | ---------------------------------- | ---------------------------------- | ---------------------------------- | ---------------------------------- | ------------- |
| 1930−1998.             | Нису учествовали       | Нису учествовали       | Нису учествовали       | Нису учествовали       | Нису учествовали       | Нису учествовали       | Нису учествовали       | Нису учествовали       | Нису учествовали | Нису учествовали                   | Нису учествовали                   | Нису учествовали                   | Нису учествовали                   | Нису учествовали                   |                                    |               |
| 2002.                  | Нису се квалификовали  | Нису се квалификовали  | Нису се квалификовали  | Нису се квалификовали  | Нису се квалификовали  | Нису се квалификовали  | Нису се квалификовали  | Нису се квалификовали  | 2                | 0                                  | 1                                  | 1                                  | 0                                  | 4                                  |                                    |               |
| 2006.                  | Нису се квалификовали  | Нису се квалификовали  | Нису се квалификовали  | Нису се квалификовали  | Нису се квалификовали  | Нису се квалификовали  | Нису се квалификовали  | Нису се квалификовали  | 2                | 0                                  | 1                                  | 1                                  | 0                                  | 3                                  |                                    |               |
| 2010.                  | Нису учествовали       | Нису учествовали       | Нису учествовали       | Нису учествовали       | Нису учествовали       | Нису учествовали       | Нису учествовали       | Нису учествовали       | Нису учествовали | Нису учествовали                   | Нису учествовали                   | Нису учествовали                   | Нису учествовали                   | Нису учествовали                   |                                    |               |
| 2014.                  | Нису се квалификовали  | Нису се квалификовали  | Нису се квалификовали  | Нису се квалификовали  | Нису се квалификовали  | Нису се квалификовали  | Нису се квалификовали  | Нису се квалификовали  | 2                | 0                                  | 1                                  | 1                                  | 2                                  | 4                                  |                                    |               |
| 2018.                  | Нису се квалификовали  | Нису се квалификовали  | Нису се квалификовали  | Нису се квалификовали  | Нису се квалификовали  | Нису се квалификовали  | Нису се квалификовали  | Нису се квалификовали  | 2                | 0                                  | 0                                  | 2                                  | 1                                  | 5                                  |                                    |               |
| 2022.                  | Биће одлучено          | Биће одлучено          | Биће одлучено          | Биће одлучено          | Биће одлучено          | Биће одлучено          | Биће одлучено          | Биће одлучено          | Биће одлучено    | Биће одлучено                      | Биће одлучено                      | Биће одлучено                      | Биће одлучено                      | Биће одлучено                      | Биће одлучено                      | Биће одлучено |
| 2026.                  | Биће одлучено          | Биће одлучено          | Биће одлучено          | Биће одлучено          | Биће одлучено          | Биће одлучено          | Биће одлучено          | Биће одлучено          | Биће одлучено    | Биће одлучено                      | Биће одлучено                      | Биће одлучено                      | Биће одлучено                      | Биће одлучено                      | Биће одлучено                      | Биће одлучено |
| Укупно                 | −                      | 0/21                   | −                      | −                      | −                      | −                      | −                      | −                      | 8                | 0                                  | 3                                  | 5                                  | 3                                  | 16                                 |                                    |               |

## Афрички куп нација
| Успеси на Афричком купу нација | Успеси на Афричком купу нација | Успеси на Афричком купу нација | Успеси на Афричком купу нација | Успеси на Афричком купу нација | Успеси на Афричком купу нација | Успеси на Афричком купу нација | Успеси на Афричком купу нација | Успеси на Афричком купу нација |
| Година                         | Коло                           | Пласман                        | Ут                             | П                              | Н                              | И                              | Гол+                           | Гол-                           |
| ------------------------------ | ------------------------------ | ------------------------------ | ------------------------------ | ------------------------------ | ------------------------------ | ------------------------------ | ------------------------------ | ------------------------------ |
| 1957−1998.                     | Нису учествовали               | Нису учествовали               | Нису учествовали               | Нису учествовали               | Нису учествовали               | Нису учествовали               | Нису учествовали               | Нису учествовали               |
| 2000.                          | Нису се квалификовали          | Нису се квалификовали          | Нису се квалификовали          | Нису се квалификовали          | Нису се квалификовали          | Нису се квалификовали          | Нису се квалификовали          | Нису се квалификовали          |
| 2002.                          | Нису се квалификовали          | Нису се квалификовали          | Нису се квалификовали          | Нису се квалификовали          | Нису се квалификовали          | Нису се квалификовали          | Нису се квалификовали          | Нису се квалификовали          |
| 2004.                          | Нису се квалификовали          | Нису се квалификовали          | Нису се квалификовали          | Нису се квалификовали          | Нису се квалификовали          | Нису се квалификовали          | Нису се квалификовали          | Нису се квалификовали          |
| 2006.                          | Нису се квалификовали          | Нису се квалификовали          | Нису се квалификовали          | Нису се квалификовали          | Нису се квалификовали          | Нису се квалификовали          | Нису се квалификовали          | Нису се квалификовали          |
| 2008.                          | Нису се квалификовали          | Нису се квалификовали          | Нису се квалификовали          | Нису се квалификовали          | Нису се квалификовали          | Нису се квалификовали          | Нису се квалификовали          | Нису се квалификовали          |
| 2010.                          | Одустали од квалификација      | Одустали од квалификација      | Одустали од квалификација      | Одустали од квалификација      | Одустали од квалификација      | Одустали од квалификација      | Одустали од квалификација      | Одустали од квалификација      |
| 2012.                          | Нису наступали                 | Нису наступали                 | Нису наступали                 | Нису наступали                 | Нису наступали                 | Нису наступали                 | Нису наступали                 | Нису наступали                 |
| 2013.                          | Нису наступали                 | Нису наступали                 | Нису наступали                 | Нису наступали                 | Нису наступали                 | Нису наступали                 | Нису наступали                 | Нису наступали                 |
| 2015.                          | Одустали од квалификација      | Одустали од квалификација      | Одустали од квалификација      | Одустали од квалификација      | Одустали од квалификација      | Одустали од квалификација      | Одустали од квалификација      | Одустали од квалификација      |
| 2017.                          | Нису наступали                 | Нису наступали                 | Нису наступали                 | Нису наступали                 | Нису наступали                 | Нису наступали                 | Нису наступали                 | Нису наступали                 |
| 2019.                          | Нису наступали                 | Нису наступали                 | Нису наступали                 | Нису наступали                 | Нису наступали                 | Нису наступали                 | Нису наступали                 | Нису наступали                 |
| 2021.                          | Будући догађај                 | Будући догађај                 | Будући догађај                 | Будући догађај                 | Будући догађај                 | Будући догађај                 | Будући догађај                 | Будући догађај                 |
| 2023.                          | Будући догађај                 | Будући догађај                 | Будући догађај                 | Будући догађај                 | Будући догађај                 | Будући догађај                 | Будући догађај                 | Будући догађај                 |
| Укупно                         | −                              | 0/31                           | −                              | −                              | −                              | −                              | −                              | −                              |